# Закшево-Велике (Островський повіт)
Закшево-Велике (пол. Zakrzewo Wielkie) — село в Польщі, у гміні Заремби-Косьцельні Островського повіту Мазовецького воєводства.
Населення — 83 особи (2011).
У 1975-1998 роках село належало до Ломжинського воєводства.

## Демографія
Демографічна структура станом на 31 березня 2011 року:
|          | Загалом | Допрацездатний вік | Працездатний вік | Постпрацездатний вік |
| -------- | ------- | ------------------ | ---------------- | -------------------- |
| Чоловіки | 35      | 8                  | 19               | 8                    |
| Жінки    | 48      | 13                 | 20               | 15                   |
| Разом    | 83      | 21                 | 39               | 23                   |